# Лошадиная фамилия
Лошади́ная фами́лия — рассказ А. П. Чехова. Впервые опубликован в № 183 «Петербургской газеты», 7 июля 1885 г., в разделе «Летучие заметки» с подзаголовком: «Сценка» за подписью А. Чехонте.
Написан в форме рассказа-анекдота (отсутствуют описания и рассуждения, диалоги играют ключевую роль).

## Сюжет
Когда у отставного генерал-майора Булдеева разболелся зуб, приказчик Иван Евсеевич посоветовал ему обратиться к знахарю, умеющему заговаривать такую боль (в том числе заочно, по телеграфу). Однако фамилию этого знахаря-кудесника приказчик забыл, он помнил только, что она «словно как бы лошадиная». Семья генерала стала перебирать фамилии вроде Копытин, Тройкин, Уздечкин, Гнедов, Меринов и т. д. Лишь когда приезжает доктор удалять больной зуб, отъезжая обратно и заговорив с приказчиком о корме для своей лошади, доктор наталкивает приказчика вспомнить эту «лошадиную фамилию» — Овсов.

## Происхождение сюжета
Е. К. Сахарова (Маркова), знакомая Чехова с 1884 г., вспоминала, что читала черновой вариант рассказа, где фамилия была «птичьей»: «„Такая обыкновенная простая фамилия, так и вертится на языке, ах ты господи, ну птица ещё такая, птичья фамилия!“ Его собеседник начинает перечислять всех птиц: „Соколов, Воробьев, Петухов, Синицын, Чижов…“ — „Нет, нет, не то, не то!“ — и наконец вспоминает: „Вербицкий, Вербицкий, насилу вспомнил“. — „Позвольте, но ведь вы говорили — фамилия птичья!?“ — „Ну да, конечно, ведь птица же садится на вербу“». Этому сюжету соответствует сюжет № 2081 из «указателя сказочных сюжетов» Н. П. Андреева. Анекдот на украинском языке с данным сюжетом (про птицу и вербу) приводится и в томе № 3 «Сказок Афанасьева».
Писатель В. Г. Богораз (известный также под псевдонимом Н. А. Тан) вспоминал другую историю, возможно, послужившую ещё одним прототипом рассказа: «„Лошадиная фамилия“ — тоже таганрогский анекдот, хотя и изменённый. В таганрогском округе были два обывателя, довольно зажиточных и видных, Жеребцов и Кобылин. Им как-то случилось заехать одновременно в одну и ту же гостиницу, и их записали на доску рядом особенно крупными буквами. Я помню, над этим смеялись все в Таганроге».

## Персонажи
- Генерал-майор Булдеев. Зубная боль превращает его из важной фигуры в комического персонажа, что подчёркивает фамилия, созвучная с балдой. Считая «заговор зубов» ерундой и шарлатанством, но замученный болью, он настаивает чтобы приказчик вспомнил «лошадиную фамилию», отказывается от удаления зуба, а затем сам посылает за доктором[2]. Ежи Фарыно, следуя психоаналитической традиции, видит в истории с удалением зуба метафору кастрации[4].
- Знахарь. Отсутствующий персонаж. Евсеич описывает его так: «акцизный Яков Васильич. Заговаривал зубы — первый сорт.» «Сила ему такая дадена…» «в Саратове у тещи живёт.» «До водки очень охотник, живёт не с женой, а с немкой, ругатель, но, можно сказать, чудодейственный господин.» «Его в Саратове каждая собака знает.» Фарыно считает, что он играет роль своего рода хтонического посредника между миром живых и миром мёртвых, это одна из причин, по которой фамилия лошадиная (конь — переносчик), а не, к примеру, птичья[4].
- Приказчик Иван Евсеич. Его отчество созвучно забытой фамилии знахаря, он играет по отношению к нему роль своего рода представителя[4].
- Доктор. Никак в рассказе не описывается (помимо того, что приезжает на бричке, запряжённой лошадьми). Являясь антиподом таинственного знахаря, является его «заместителем», поскольку именно Евсеич, пытаясь вспомнить «лошадиную фамилию» и постоянно думая о боли, мучающей генерала, уговаривает того обратиться к врачу. Ежи Фарыно видит в описанной выше коллизии своеобразную мифопоэтику, мистическую подоплёку рассказа Чехова[4].
- Генеральша.

## Крылатое выражение и психический феномен
Название рассказа стало крылатой фразой, употребляемой, когда что-то (имя, фамилия, названия и т. д.) «вертится на языке», но вспомнить его не получается.
Данное явление описано британским психологом Вильямом Джеймсом под названием «на кончике языка» (англ. tip of the tongue). Один из исследователей феномена, Беннет Шварц, иллюстрирует это явление на примере этого рассказа Чехова. Сотрудник Харьковского университета П. М. Гопыч построил нейросетевую модель и проанализировал описанный в рассказе случай с психолингвистической точки зрения.

## Варианты
Первоначальный, газетный, вариант отличался от более позднего, который Чехов подготовил для собрания сочинений. Он убрал из реплик приказчика просторечия (к примеру: «бывалыча» → «бывало», «сичас» → «сейчас», «кажнинная» → «каждая»…), добавил несколько новых разновидностей «лошадиной» фамилии, сократив при этом эпизод с поисками фамилии от слова «конюшня» и выбросил из текста вариант «Лошадинчиков», придуманный гувернанткой.

## Переводы
При жизни автора рассказ был переведен на польский, сербскохорватский и чешский языки.
На английский язык известны несколько переводов рассказа:
- американки Мариан Фелл (англ. Marian Fell) как A horsey name в сборнике «Russian silhouettes; more stories of Russian life. New York, C. Scribner’s sons, 1915».[11]
- британца Харви Питчера в сборнике «Chekhov. The Comic Stories. London, 1998». В рассказе сохранено русское звучание лишь одной из «лошадиных фамилий» — Troikin, остальные фамилии звучат как чисто британские: Cobb[12], Hunt[13], Hackney[14][15].

Известен также перевод рассказа на язык эсперанто, опубликованный в 2004 году в антологии «Ĉeriza ĝardeno».